# Lionel de Marmier

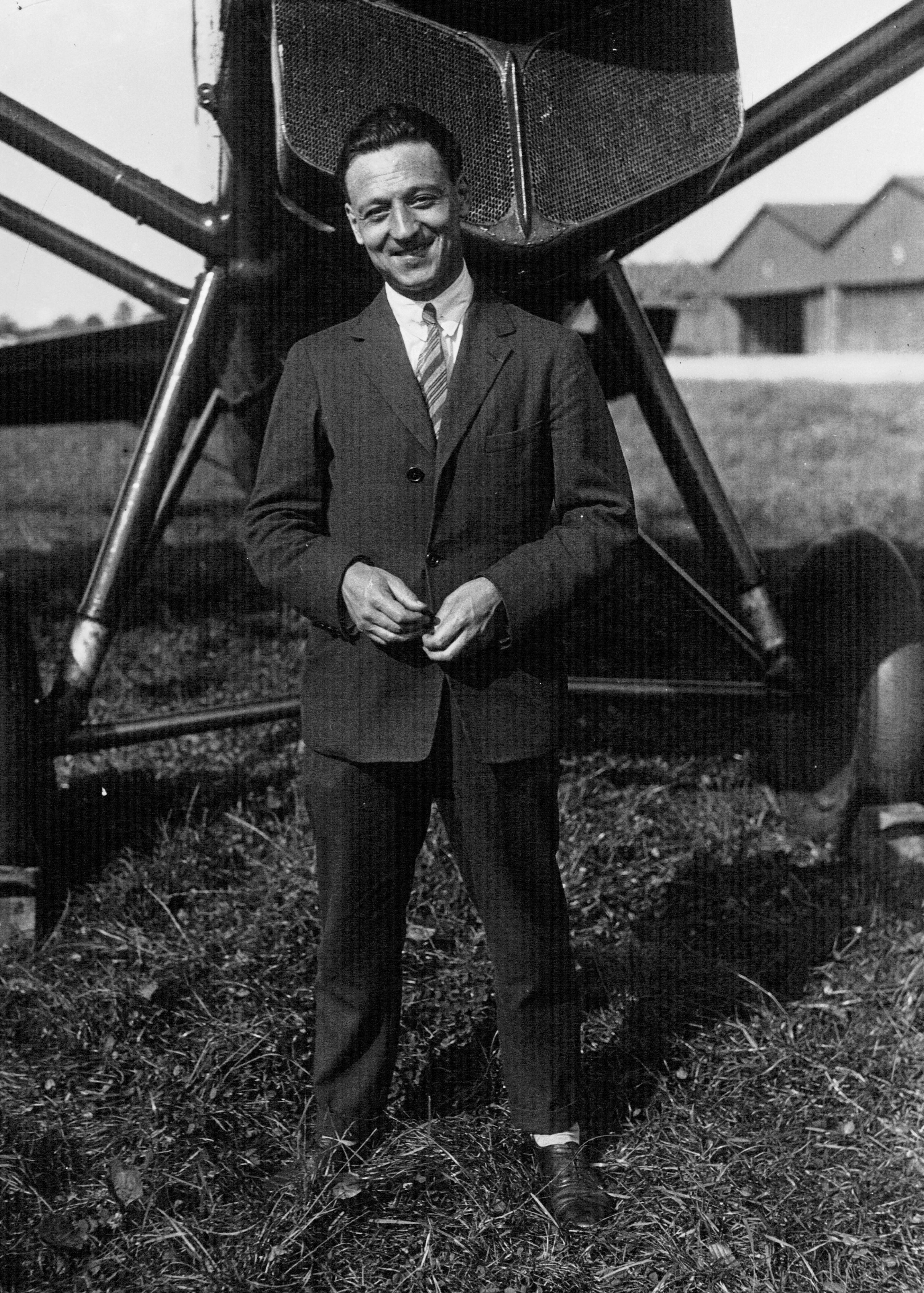
Lionel de Marmier 1927

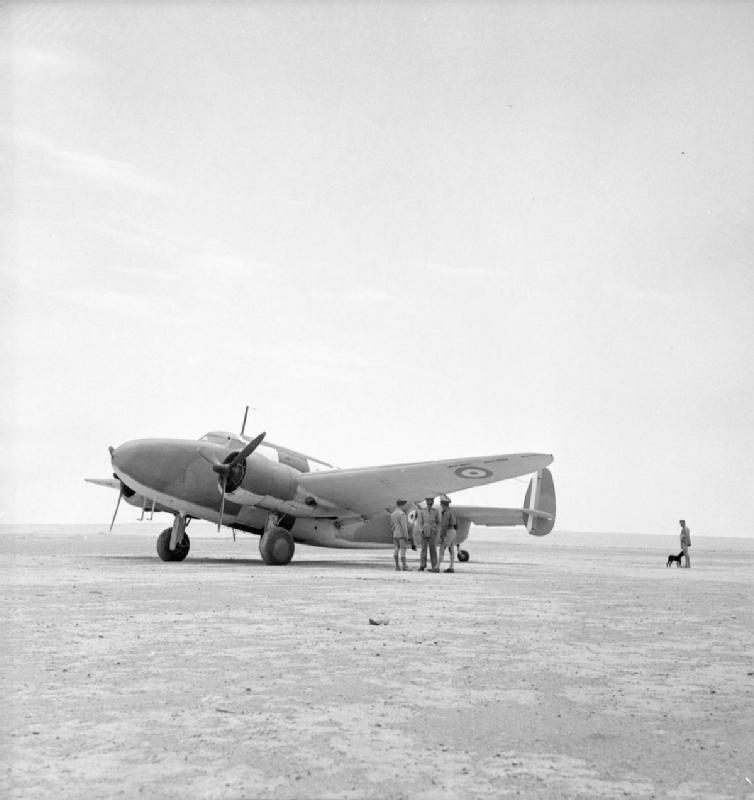
Mit einer Lockheed Model 18 stürzte Lionel de Marmier 1944 ins Mittelmeer

Alexandre Léonel „Lionel“ Pierre de Marmier (* 4. Dezember 1897 in Bellegarde-en-Marche; † 30. Dezember 1944 im Mittelmeer) war ein französischer Flieger, General der Forces françaises libres und Autorennfahrer.

## Familie
Lionel de Marmier war der Sohn des  Marquis François-Raynald de Marmier und dessen Ehefrau Marie-Adèle Picaud. Sein Großvater Alfred de Marmier war während der Dritten Französischen Republik Maître des requêtes. Zum umfangreichen Besitz der Familie seines Vaters gehörte auch das Schloss in Ray-sur-Saône. Lionel de Marmier hatte zwei Brüder und eine Schwester. Sein Vater diente im Ersten Weltkrieg als Infanterie-Offizier und fiel bereits am 24. August 1914 während der Schlacht von Le Cateau. Beide Brüder waren Kampfflieger in der Aéronautique Militaire. Sein älterer Bruder François verlor bei einem Luftkampf ein Bein, der jüngere Bruder René starb 1916 bei einem Kampfeinsatz.

## Erster Weltkrieg
Wie seine beiden Brüder war Lionel de Marmier Flieger im Ersten Weltkrieg. 1916 wurde er mobilisiert und nach seiner Ausbildung unterschiedlichen Einheiten zugeteilt. Er flog eine SPAD S.XII und hatte sechs bestätigte Luftsiege.

## Autorennfahrer in der Zwischenkriegszeit
Lionel de Marmier bestritt in den 1920er-Jahren als Herrenfahrer Sportwagenrennen. Er startete bei nationalen Veranstaltungen am Autodrome de Linas-Montlhéry und gewann einige Rennen der Voiturette-Klasse. Zweimal startete er für Salmson beim 24-Stunden-Rennen von Le Mans. 1926 endete das 24-Stunden-Rennen nach einem Unfall vorzeitig und 1927 wurde sein Salmson GS mangels ausreichend zurückgelegter Distanz disqualifiziert.
Auch der Einsatz mit dem Teamkollegen Jacques Ledure beim 24-Stunden-Rennen von Spa-Francorchamps 1926 endete mit einem Ausfall.

## Air France und Spanischer Bürgerkrieg
1934 wurde er Chef-Testpilot bei der Air France und prüfte neue erworbene Verkehrsflugzeuge. Nach zwei Jahren bei der französischen Fluggesellschaft beendete er den Dienst und kämpfte für die Internationalen Brigaden im Spanischen Bürgerkrieg. Er flog Kriegsmaterial, Lebensmittel und Personal in die Kampfgebiete.

## Zweiter Weltkrieg
Nachdem Adolf Hitler das britisch-französische Ultimatum, das auf den Überfall auf Polen folgte, abgelehnt hatte und darauf die beiden Staaten am 3. September 1939 Deutschland den Krieg erklärten, wurde Lionel de Marmier zum zweiten Mal in seinem Leben mobilisiert. Die Position eines Kommandanten der Lufttransporteinheit lehnte er ab, um wieder an der Front kämpfen zu können. Während des Frankreichfeldzugs flog er eine Caudron CR.714 und kämpfte gegen die Piloten der deutschen Luftwaffe. Wie andere französische Militärs erkannte er den Waffenstillstand von Compiègne nicht an und lehnte das Vichy-Regime von Philippe Pétain entschieden ab. Er folgte Charles de Gaulle nach England und war der erste hochrangige französische Luftwaffenoffizier der Forces françaises libres.
Er bildete erste Kampfgruppen und wurde im November 1940 Stabschef der Forces françaises libres im Nahen Osten. Von de Gaulle zum General ernannt, wurde er enger Mitarbeiter von Georges Catroux. Die Organisation der gesamten Luftoperationen der freien Franzosen auf dem afrikanischen Kontinent lag in den Händen von de Marmier. Ein Militärgericht des Vichy-Regimes verurteilte ihn im August 1943 in Abwesenheit zum Tode und ließ das Familienvermögen beschlagnahmen. Bei der Befreiung von Paris war er an der Seite von de Gaulle und gehörte im November 1944 zur Delegation, die in Moskau ein Treffen zwischen de Gaulle und Josef Stalin vorbereitete. Lionel de Marmier starb im Dezember 1944 an Bord einer Lockheed Model 18, die beim Flug von Algier nach Frankreich aus bis heute ungeklärten Umständen ins Mittelmeer stürzte. Er wurde postum zum Brigadegeneral ernannt.
Lionel de Marmier, ein Mort pour la France, war hochdekoriert. Er war Mitglied der Ehrenlegion, Träger der Militärmedaille, des Croix de guerre 1914–1918, der Médaille de l’Aéronautique und der Médaille de la Résistance. Eine Klasse der École de l’air trägt seinen Namen und der 2009 aufgelassene Militärflughafen von Toulouse-Francazal war nach ihm benannt worden.

## Statistik

### Le-Mans-Ergebnisse
| Jahr | Team                        | Fahrzeug   | Teamkollege   | Platzierung     | Ausfallgrund |
| ---- | --------------------------- | ---------- | ------------- | --------------- | ------------ |
| 1926 | Société des Moteurs Salmson | Salmson D2 | Jean Sachot   | Ausfall         | Unfall       |
| 1927 | Émile Salmson et Cie        | Salmson GS | Pierre Goutte | Disqualifiziert |              |